# Impatiens bodenii
Impatiens bodenii är en balsaminväxtart som beskrevs av Ridley. Impatiens bodenii ingår i släktet balsaminer, och familjen balsaminväxter. Inga underarter finns listade i Catalogue of Life.